# Сироткин, Сергей Олегович
Серге́й Оле́гович Сиро́ткин (род. 27 августа 1995, Москва) — российский автогонщик. Чемпион Европейской Формулы-Абарт 2011 года, двукратный бронзовый призёр гоночной серии GP2. В 2018 году — пилот команды «Уильямс» Формулы-1. С мая 2022 года — исполнительный директор Российской автомобильной федерации.

## Личные данные
Одним из спонсоров Сергея во время его тестовых выступлений за команду «Заубер» Формулы-1 был Национальный институт авиационных технологий, директором которого в то время являлся отец гонщика Олег Сироткин.
Сергей — выпускник МАДИ 2017 года (факультет автомобильного транспорта).

## Карьера
Сироткин начал карьеру в 2008 году с картинга. Сначала выступал в ряде чемпионатов класса KF3, в Göteborgs Stora Pris стал чемпионом. В 2010 году Сергей участвовал в трёх сериях класса KF2.

### Формула-Абарт
Уже в 2010 году Сироткин дебютировал в формульных сериях: он принял участие в 6 гонках итальянского класса гоночной серии Формула-Абарт в составе команды «Jenzer Motorsport». В своей первой же гонке на трассе Валелунга он финишировал в очковой зоне, а после этого ещё три раза смог набрать очки. Всего заработал 12 очков и занял 18-е место.
В 2011 году Сергей участвовал в обоих классах Формулы-Абарт: итальянском и европейском; и в том и другом сезоны начинал в «Jenzer Motorsport», однако позже сменил коллектив на «Euronova Racing». В итальянском классе Сироткин выступал только в четырёх из семи гонок, однако благодаря трём подиумам набрал 136 очков и занял второе место в личном зачёте, не сумев догнать Патрика Нидерхаузера. В европейском классе россиянин провёл все 14 гонок, в десяти из которых финишировал на подиуме. Благодаря показанным результатам он заработал 175 очков и стал чемпионом серии.

### Формула-3 и Auto GP
В 2012 году выступал в нескольких гоночных сериях, одной из которых являлась Итальянская Формула-3 (европейский класс), где он представлял команду «Euronova Racing by Fortec». По ходу сезона он семь раз побывал на подиуме, включая одну победу на Хунгароринге, в результате чего набрал 166 очков и в личном зачёте стал пятым.
В том же 2012 году принимал участие в Мировой серии Auto GP в составе команды «Euronova Racing». Победил в гонках в Валенсии и Сономе, поднимался на подиум ещё в семи гонках, набрал 175 очков и стал бронзовым призёром, оставшись позади Эдриана Куэйф-Хоббса и Пола Вархауга.

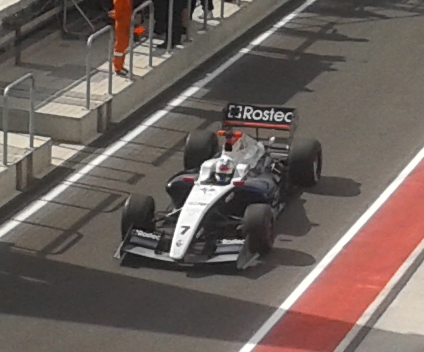
Сироткин в Формуле-Рено 3.5, 2013

### Формула-Рено 3.5

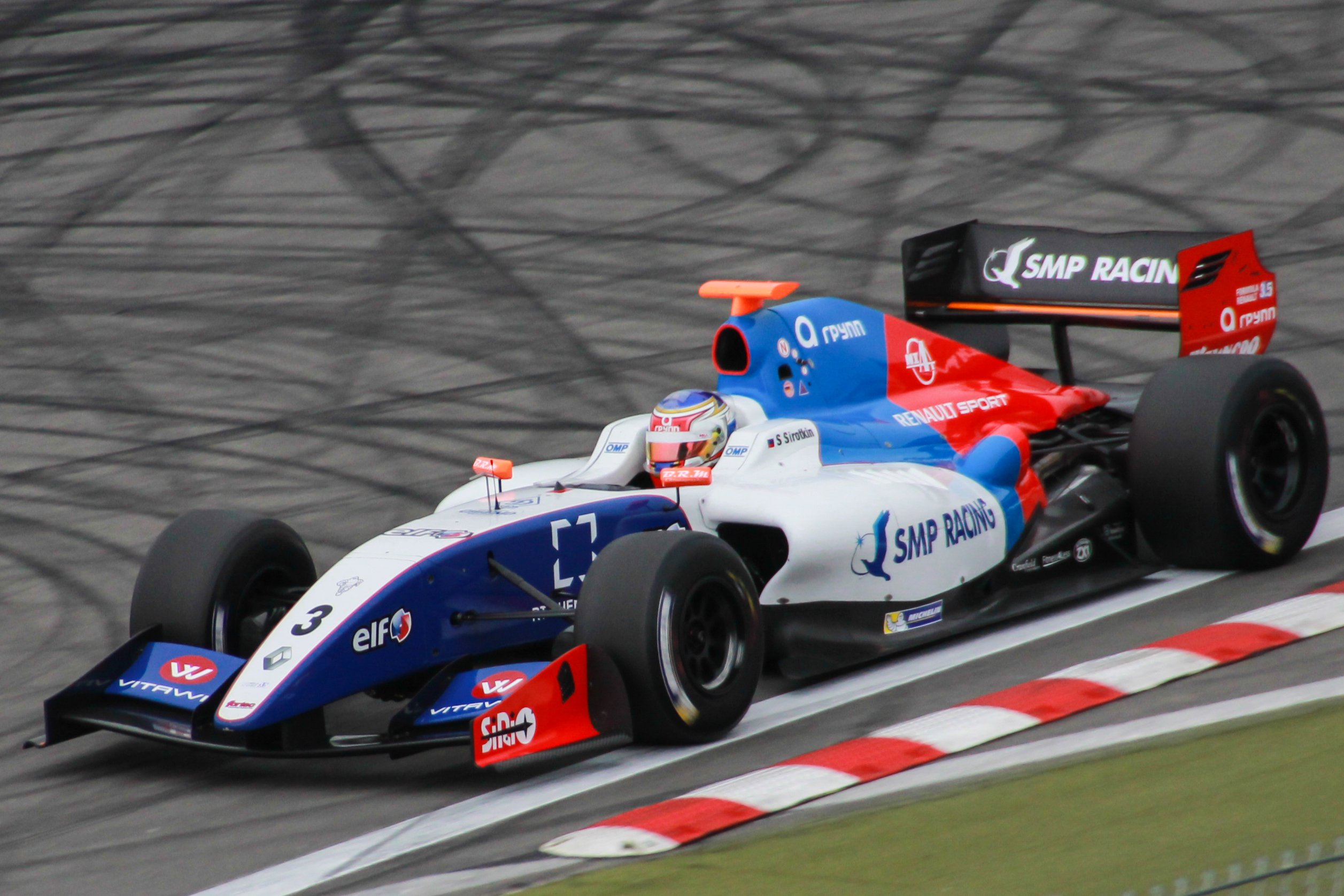
Сироткин в Формуле-Рено 3.5, 2014

В 2012 году Сироткин выступил в двух гонках на трассе Moscow Raceway за команду «BVM Targer» Формулы-Рено 3.5. Уже в 2013 году в составе команды «ISR» он провёл почти полный (15 из 17 гонок) чемпионат. За время выступлений там Сергей пять раз финишировал в очковой зоне, два раза из них — на Моторленде и Хунгароринге — даже на подиуме; всего заработал 61 очко и стал девятым в личном зачёте.
В 2014 году участвовал в чемпионате в составе команды «Fortec Motorsports». Победив в первой гонке в Москве и ещё три раза поднявшись на подиум, россиянин набрал 132 очка и по результатам сезона стал пятым.

### Формула-1: Sauber

Сироткин во время свободных заездов, Гран-При России, Сочи, 2015 год

В июле 2013 года, после того как с командой Формулы-1 «Заубер» начал сотрудничать ряд российских организаций (Международный фонд инвестиционного сотрудничества, Государственный фонд развития Северо-запада Российской Федерации и Национальный институт авиационных технологий), было объявлено о подписании контракта между гоночным коллективом и Сироткиным. Сначала сообщалось о том, что россиянин станет основным пилотом «Заубера» в сезоне 2014, однако в итоге его место занял мексиканец Эстебан Гутьеррес.
8 апреля 2014 года Сироткин принимал участие в проходящих в Бахрейне тестах за рулём болида «Заубер». За 75 кругов он сумел проехать 300 км, необходимые для получения суперлицензии Формулы-1, и по результатам заездов показал 8-й результат.
10 октября 2014 года Сироткин выступал в пятничной тренировке, проходящей в рамках Гран-при Сочи. Он проехал 22 круга и по результатам заезда стал 17-м, на два места отстав от основного пилота «Заубера» — Адриана Сутиля.

### ФИА Формула-2
В феврале 2015 года Сироткин, которому так и не удалось стать боевым пилотом в Формуле-1, объявил о переходе в GP2. Выступая за команду «Rapax», россиянин выиграл первую гонку на трассе в Сильверстоуне и ещё четыре раза за сезон побывал на подиуме, что позволило ему со 139 набранными очками стать бронзовым призёром чемпионата.
В 2016 году продолжил выступать в этой серии, но уже в команде «ART Grand Prix». В этом сезоне он одержал две победы в гонках — на Хунгароринге и на Хоккенхаймринге, и, добавив к этому ещё шесть подиумов, заработал 159 очков и повторил прошлогодний результат — занял третье место в личном зачёте.
В июне 2017 года Сергей принял участие в азербайджанском этапе серии на уличной трассе Баку, заменяя травмированного Александра Албона в составе команды ART Grand Prix. В первой гонке финишировал десятым, а во второй — пятым, тем самым набрав девять очков.

### Формула-1: Renault и Williams
В апреле 2016 года стало известно, что Сироткин стал тест-пилотом команды «Рено» Формулы-1. В сентябре он провёл тесты на болиде бывшей команды «Lotus» в Валенсии, а также принимал участие в одной из трёх тренировок на этапах в Сочи и Сан-Паулу. Сотрудничество россиянина с французской командой продолжилось и в 2017 году: он оставался на должности тест-пилота «Рено». Сироткин принимал участие в первых сессиях свободных заездов Гран-при России, Испании, Австрии и Малайзии. По окончании сезона российский гонщик получил положительные отзывы от управляющего директора «Рено» Сирила Абитебула.
В конце ноября 2017 года Сироткин выступал на тестах в Абу-Даби за команду «Уильямс», а 16 января 2018 года было объявлено, что он стал боевым пилотом британского коллектива на сезон 2018, где заменил завершившего карьеру Фелипе Массу. На Гран-при Италии финишировал 11-м, но в результате протеста «Рено» в отношении занявшего десятое место Ромена Грожана результат француза был аннулирован, благодаря чему Сироткин вошёл в десятку и набрал первое в карьере очко. В личном зачёте чемпионата стал двадцатым.
В сезоне 2019 года Сироткин занял должность резервного пилота команд «Рено» и «Макларен». Основными задачами россиянина стали работа во время гоночных уик-эндов и тесты на симуляторе.
В сезоне 2020 года Сироткин перезаключил контракт с «Рено» и продолжил работу в качестве резервного пилота, а так же участвовал в чемпионате GT World Challenge Europe Endurance Cup за команду AF Corse под ливреей SMP Racing на № 72 Ferrari 488 GT3 Evo, заменив в составе команды Михаила Алешина.

## Результаты выступлений

### Общая статистика
| Год     | Серия                     | Команда                   | Гонки                     | Победы                    | Поулы                     | Л/Круги                   | Подиумы                   | Очки                      | Позиция                   |
| ------- | ------------------------- | ------------------------- | ------------------------- | ------------------------- | ------------------------- | ------------------------- | ------------------------- | ------------------------- | ------------------------- |
| 2010    | Формула-Абарт             | Jenzer Motorsport         | 6                         | 0                         | 0                         | 0                         | 0                         | 12                        | 18                        |
| 2011    | Европейская Формула-Абарт | Jenzer Motorsport         | 14                        | 5                         | 1                         | 3                         | 10                        | 175                       | 1                         |
| 2011    | Европейская Формула-Абарт | Euronova Racing by Fortec | 14                        | 5                         | 1                         | 3                         | 10                        | 175                       | 1                         |
| 2011    | Итальянская Формула-Абарт | Jenzer Motorsport         | 14                        | 2                         | 1                         | 1                         | 9                         | 136                       | 2                         |
| 2011    | Итальянская Формула-Абарт | Euronova Racing by Fortec | 14                        | 2                         | 1                         | 1                         | 9                         | 136                       | 2                         |
| 2012    | Auto GP                   | Euronova Racing           | 14                        | 2                         | 1                         | 5                         | 9                         | 175                       | 3                         |
| 2012    | Итальянская Формула-3     | Euronova Racing by Fortec | 24                        | 2                         | 0                         | 1                         | 6                         | 166                       | 5                         |
| 2012    | Итальянская Формула-3     | Euronova Racing by Fortec | 18                        | 0                         | 0                         | 0                         | 5                         | 116                       | 6                         |
| 2012    | Формула-Рено 3.5          | BVM Target                | 2                         | 0                         | 0                         | 0                         | 0                         | 0                         | 35                        |
| 2013    | Формула-Рено 3.5          | ISR                       | 15                        | 0                         | 0                         | 0                         | 2                         | 61                        | 9                         |
| 2014    | Формула-Рено 3.5          | Fortec Motorsports        | 17                        | 1                         | 1                         | 0                         | 4                         | 132                       | 5                         |
| 2014    | Формула-1                 | Sauber F1                 | тест-пилот                | тест-пилот                | тест-пилот                | тест-пилот                | тест-пилот                | тест-пилот                | тест-пилот                |
| 2015    | GP2                       | Rapax                     | 21                        | 1                         | 1                         | 1                         | 5                         | 139                       | 3                         |
| 2016    | Формула-1                 | Renault Sport F1 Team     | тест-пилот                | тест-пилот                | тест-пилот                | тест-пилот                | тест-пилот                | тест-пилот                | тест-пилот                |
| 2016    | GP2                       | ART Grand Prix            | 22                        | 2                         | 3                         | 3                         | 8                         | 159                       | 3                         |
| 2017    | Формула-1                 | Renault Sport F1 Team     | резервный пилот           | резервный пилот           | резервный пилот           | резервный пилот           | резервный пилот           | резервный пилот           | резервный пилот           |
| 2017    | ФИА Формула-2             | ART Grand Prix            | 2                         | 0                         | 0                         | 0                         | 0                         | 9                         | 20                        |
| 2017    | 24 часа Ле-Мана           | SMP Racing                | 1                         | 0                         | 0                         | 0                         | 0                         | —                         | 16                        |
| 2018    | Формула-1                 | Williams Martini Racing   | 21                        | 0                         | 0                         | 0                         | 0                         | 1                         | 20                        |
| 2018/19 | FIA WEC — LMP1            | SMP Racing                | 1                         | 0                         | 0                         | 0                         | 0                         | 0                         | —                         |
| 2019    | Формула-1                 | Renault F1 Team           | резервный пилот           | резервный пилот           | резервный пилот           | резервный пилот           | резервный пилот           | резервный пилот           | резервный пилот           |
| 2019    | Формула-1                 | McLaren F1 Team           | резервный пилот           | резервный пилот           | резервный пилот           | резервный пилот           | резервный пилот           | резервный пилот           | резервный пилот           |
| 2019    | 24 часа Ле-Мана           | SMP Racing                | 1                         | 0                         | 0                         | 0                         | 0                         | —                         | —                         |
| 2020    | ФИА Формула-2             | ART Grand Prix            | пилот предсезонных тестов | пилот предсезонных тестов | пилот предсезонных тестов | пилот предсезонных тестов | пилот предсезонных тестов | пилот предсезонных тестов | пилот предсезонных тестов |

### Auto GP
| Год  | Команда         | 1        | 2       | 3     | 4       | 5       | 6     | 7        | 8       | 9       | 10      | 11      | 12      | 13      | 14      | Позиция | Очки |
| ---- | --------------- | -------- | ------- | ----- | ------- | ------- | ----- | -------- | ------- | ------- | ------- | ------- | ------- | ------- | ------- | ------- | ---- |
| 2012 | Euronova Racing | МНЦ 1 14 | МНЦ 2 4 | ВАЛ 1 | ВАЛ 2 3 | МАР 1 6 | МАР 2 | ХУН 1 13 | ХУН 2 3 | АЛГ 1 3 | АЛГ 2 3 | КУР 1 3 | КУР 2 4 | СОН 1 3 | СОН 2 1 | 3       | 175  |

Жирным шрифтом обозначается поул-позиция, курсивным — быстрейший круг в гонке.

### Формула-Рено 3.5
| Год  | Команда            | 1          | 2        | 3       | 4          | 5          | 6          | 7          | 8        | 9          | 10         | 11      | 12       | 13         | 14      | 15         | 16         | 17         | Позиция | Очки |
| ---- | ------------------ | ---------- | -------- | ------- | ---------- | ---------- | ---------- | ---------- | -------- | ---------- | ---------- | ------- | -------- | ---------- | ------- | ---------- | ---------- | ---------- | ------- | ---- |
| 2012 | BVM Target         | АРА 1      | АРА 2    | МОН 1   | СПА 1      | СПА 2      | НЮР 1      | НЮР 2      | МСК 1 20 | МСК 2 сход | СИЛ 1      | СИЛ 2   | ХУН 1    | ХУН 2      | РИК 1   | РИК 2      | БАР 1      | БАР 2      | 35      | 0    |
| 2013 | ISR                | МНЦ 1 сход | МНЦ 2 19 | АРА 1 4 | АРА 2      | МОН 1 22   | СПА 1 18   | СПА 2 8    | МСК 1 НС | МСК 2 11   | РБР 1 сход | РБР 2 4 | ХУН 1 3  | ХУН 2 12   | РИК 1   | РИК 2 сход | БАР 1 сход | БАР 2 сход | 9       | 61   |
| 2014 | Fortec Motorsports | МНЦ 1 7    | МНЦ 2 3  | АРА 1 8 | АРА 2 сход | МОН 1 сход | СПА 1 сход | СПА 2 сход | МСК 1    | МСК 2 4    | НЮР 1 3    | НЮР 2 4 | ХУН 1 14 | ХУН 2 сход | РИК 1 4 | РИК 2 7    | ХЕР 1 3    | ХЕР 2 5    | 5       | 132  |

Жирным шрифтом обозначается поул-позиция, курсивным — быстрейший круг в гонке.

### ФИА Формула-2
| Год  | Команда        | 1          | 2        | 3          | 4          | 5       | 6       | 7        | 8       | 9        | 10       | 11      | 12      | 13      | 14      | 15         | 16       | 17       | 18         | 19      | 20         | 21       | 22      | Место | Очки |
| ---- | -------------- | ---------- | -------- | ---------- | ---------- | ------- | ------- | -------- | ------- | -------- | -------- | ------- | ------- | ------- | ------- | ---------- | -------- | -------- | ---------- | ------- | ---------- | -------- | ------- | ----- | ---- |
| 2015 | Rapax          | БАХ 1 12   | БАХ 2 14 | БАР 1 16   | БАР 2 10   | МОН 1 5 | МОН 2 3 | РБР 1 2  | РБР 2 4 | СИЛ 1    | СИЛ 2 8  | ХУН 1 3 | ХУН 2 3 | СПА 1 9 | СПА 2 6 | МНЦ 1 сход | МНЦ 2 5  | СОЧ 1 4  | СОЧ 2 21   | БАХ 1 5 | БАХ 2 4    | ЯСМ 1 13 | ЯСМ 2 C | 3     | 139  |
| 2016 | ART Grand Prix | БАР 1 сход | БАР 2 11 | МОН 1 сход | МОН 2 сход | БАК 1 2 | БАК 2 3 | РБР 1 12 | РБР 2 6 | СИЛ 1 18 | СИЛ 2 21 | ХУН 1 3 | ХУН 2 1 | ХОК 1   | ХОК 2   | СПА 1 9    | СПА 2 16 | МНЦ 1 14 | МНЦ 2 сход | СЕП 1 2 | СЕП 2 сход | ЯСМ 1 4  | ЯСМ 2 3 | 3     | 159  |

Жирным шрифтом обозначается поул-позиция, курсивным — быстрейший круг в гонке.

### 24 часа Ле-Мана
| Год  | Команда    | Партнёры                     | Шасси                  | Класс | Круги | Общая позиция | Позиция в классе |
| ---- | ---------- | ---------------------------- | ---------------------- | ----- | ----- | ------------- | ---------------- |
| 2017 | SMP Racing | Михаил Алёшин Виктор Шайтар  | Dallara P217-Gibson    | LMP2  | 330   | 33            | 16               |
| 2019 | SMP Racing | Егор Оруджев Стефан Сарразан | BR Engineering BR1-AER | LMP1  | 163   | НФ            | НФ               |

### Формула-1
| Легенда к таблице |                                                                    |
| --- | ------------------------------------------------------------------ |
| В таблице перечислены результаты всех Гран-при Формулы-1, в которых принимал участие гонщик. Строками таблицы являются сезоны, столбцами — этапы чемпионата мира. В каждой клетке указаны сокращённое название этапа и результат, дополнительно обозначенный цветом. Расшифровка обозначений и цветов представлена в нижеследующей таблице. |                                                                    |
| \| Пример \| Описание \| \| ------------ \| ------------------------------------------------------------------ \| \| 1 \| Победитель \| \| 2 \| Второе место \| \| 3 \| Третье место \| \| 5 \| Финишировал, заработав очки \| \| Сход \| Не финишировал, но при этом заработал очки \| \| 12 \| Финишировал, не получив очков \| \| НКЛ \| Финишировал, но не попал в финальную классификацию \| \| 15 \| Участвовал вне зачёта, либо по отдельной классификации \| \| 18 \| Не финишировал, но попал в финальную классификацию \| \| Сход \| Не финишировал \| \| НКВ \| Не прошёл квалификацию \| \| НПКВ \| Не прошёл предквалификацию \| \| ДСК \| Дисквалифицирован \| \| ИСК \| Исключён из протокола соревнований \| \| ТТ \| Заявлен для участия только в тренировках \| \| НС \| Участвовал в квалификации, но не стартовал в гонке \| \| Т \| Травмирован или болен \| \| ОТК \| Отказ от участия \| \| НТР \| Прибыл на соревнования, но на трассу не выезжал \| \| НПР \| Был заявлен в числе участников, но не прибыл к началу соревнований \| \| О \| Соревнования отменены \| \| \| Не участвовал \| \| Поул-позиция \| \| \| Быстрый круг \| \| |                                                                    |
| Пример | Описание                                                           |
| 1 | Победитель                                                         |
| 2 | Второе место                                                       |
| 3 | Третье место                                                       |
| 5 | Финишировал, заработав очки                                        |
| Сход | Не финишировал, но при этом заработал очки                         |
| 12 | Финишировал, не получив очков                                      |
| НКЛ | Финишировал, но не попал в финальную классификацию                 |
| 15 | Участвовал вне зачёта, либо по отдельной классификации             |
| 18 | Не финишировал, но попал в финальную классификацию                 |
| Сход | Не финишировал                                                     |
| НКВ | Не прошёл квалификацию                                             |
| НПКВ | Не прошёл предквалификацию                                         |
| ДСК | Дисквалифицирован                                                  |
| ИСК | Исключён из протокола соревнований                                 |
| ТТ | Заявлен для участия только в тренировках                           |
| НС | Участвовал в квалификации, но не стартовал в гонке                 |
| Т | Травмирован или болен                                              |
| ОТК | Отказ от участия                                                   |
| НТР | Прибыл на соревнования, но на трассу не выезжал                    |
| НПР | Был заявлен в числе участников, но не прибыл к началу соревнований |
| О | Соревнования отменены                                              |
| | Не участвовал                                                      |
| Поул-позиция |                                                                    |
| Быстрый круг |                                                                    |

| Сезон | Команда                      | Шасси         | Двигатель                      | Ш | 1        | 2      | 3      | 4        | 5        | 6      | 7      | 8      | 9        | 10     | 11       | 12     | 13     | 14     | 15       | 16       | 17     | 18     | 19     | 20       | 21     | Место | Очки |
| ----- | ---------------------------- | ------------- | ------------------------------ | - | -------- | ------ | ------ | -------- | -------- | ------ | ------ | ------ | -------- | ------ | -------- | ------ | ------ | ------ | -------- | -------- | ------ | ------ | ------ | -------- | ------ | ----- | ---- |
| 2014  | Sauber F1 Team               | C33           | Ferrari 059/3 1,6 V6T          | P | АВС      | МАЛ    | БАХ    | КИТ      | ИСП      | МОН    | КАН    | АВТ    | ВЕЛ      | ГЕР    | ВЕН      | БЕЛ    | ИТА    | СИН    | ЯПО      | РОС тест | США    | БРА    | АБУ    |          |        | —     | 0    |
| 2016  | Renault Sport Formula 1 Team | R.S.16        | Renault R.E.16 V6T             | P | АВС      | БАХ    | КИТ    | РОС тест | ИСП      | МОН    | КАН    | ЕВР    | АВТ      | ВЕЛ    | ВЕН      | ГЕР    | БЕЛ    | ИТА    | СИН      | МАЛ      | ЯПО    | США    | МЕК    | БРА тест | АБУ    | —     | 0    |
| 2017  | Renault Sport Formula 1 Team | R.S.17        | Renault R.E.17 V6T             | P | АВС      | КИТ    | БАХ    | РОС тест | ИСП тест | МОН    | КАН    | АЗЕ    | АВТ тест | ВЕЛ    | ВЕН      | БЕЛ    | ИТА    | СИН    | МАЛ тест | ЯПО      | США    | МЕК    | БРА    | АБУ      |        | —     | 0    |
| 2018  | Williams Martini Racing      | Williams FW41 | Mercedes M09 EQ Power+ 1,6 V6T | P | АВС Сход | БАХ 15 | КИТ 15 | АЗЕ Сход | ИСП 14   | МОН 16 | КАН 17 | ФРА 15 | АВТ 13   | ВЕЛ 14 | ГЕР Сход | ВЕН 16 | БЕЛ 12 | ИТА 10 | СИН 19   | РОС 18   | ЯПО 16 | США 13 | МЕК 13 | БРА 16   | АБУ 15 | 20    | 1    |